# 青毛藓
青毛藓（学名：Dicranodontium denudatum）为曲尾藓科青毛藓属下的一个种。